# The Knitters
The Knitters sind eine US-amerikanische Musikgruppe aus Los Angeles, die Country, Rockabilly und Folkmusik spielen.

## Geschichte
Die Knitters entstanden 1982 als Nebenprojekt der Musiker Exene Cervenka (Gesang), John Doe (Bass, Gesang) und DJ Bonebrake (Schlagzeug) von der Punkrock-Band X, Dave Alvin (Gitarre) von The Blasters und The Flesh Eaters sowie Jonny Ray Bartel (Kontrabass) von der Bluesrockband The Red Devils.
Ihr Debütalbum Poor Little Critter on the Road erschien 1985. Neben Traditionals und Coverversionen enthielt das Album einige Titel der Band X in Akustikversionen. 1999 veröffentlichten Bloodshot Records ein Tributealbum mit dem Titel Poor Little Knitter on the Road.
Danach konzentrierten sich die Musiker wieder auf die Arbeit mit ihren eigentlichen Bands. 2005, zwanzig Jahre nach dem Debüt, brachten sie dann ihr zweites Album The Modern Sounds of the Knitters heraus.

## Diskografie
Alben
- 1985: Poor Little Critter on the Road
- 2005: The Modern Sounds of the Knitters